# Neusticurus surinamensis
Neusticurus surinamensis — вид ящірок родини гімнофтальмових (Gymnophthalmidae). Мешкає в Південній Америці.

## Поширення і екологія
Neusticurus surinamensis мешкають в Суринамі, Французькій Гвіані і Бразилії. Вони живуть у вологих тропічних лісах, на берегах струмків.